# Goffredo I di Villehardouin
Goffredo I di Villhardouin (... – 1228 ca.) fu un cavaliere della Quarta crociata che divenne Principe di Acaia.

## Biografia
Egli era nipote di Goffredo di Villehardouin, il cronista ella IV crociata. Dopo aver combattuto in Palestina si recò in Grecia in aiuto di Guglielmo di Champlitte, impegnato nella conquista della Morea, divenendo principe di Acaia dopo la morte del Champlitte.
Come altri crociati, lasciò la Terra santa per conquistare Costantinopoli e nel 1204 sbarcò a Methoni (Modone), un porto del Peloponneso (Morea), e si dedicò alla conquista di quella regione con Bonifacio I del Monferrato e Guglielmo di Champlitte.
Con Guglielmo combatté e vinse l'unica seria opposizione militare, l'esercito di Michele I Ducas, che sconfisse nella battaglia dell'oliveto di Koundouros, il che condusse alla conquista della Morea. Guglielmo lo ricompensò concedendogli le città di Koroni e Calamata.
Quando nel 1209 Guglielmo di Champlitte rientrò in Francia, egli cercò di prendere il posto del suo successore, il nipote Ugo di Champlitte, e fu riconosciuto come principe di Acaia. Piegò la resistenza di Leone Sguro ad Argo ed a Nauplia, e nel 1212 aveva conquistato già tutto il Peloponneso. Egli svolse una politica di sostegno nei confronti della popolazione ortodossa e ne guadagnò a sua volta il favore.
Alla sua morte gli successe il figlio Goffredo II di Villehardouin.